# Monroy (Adelsgeschlecht)

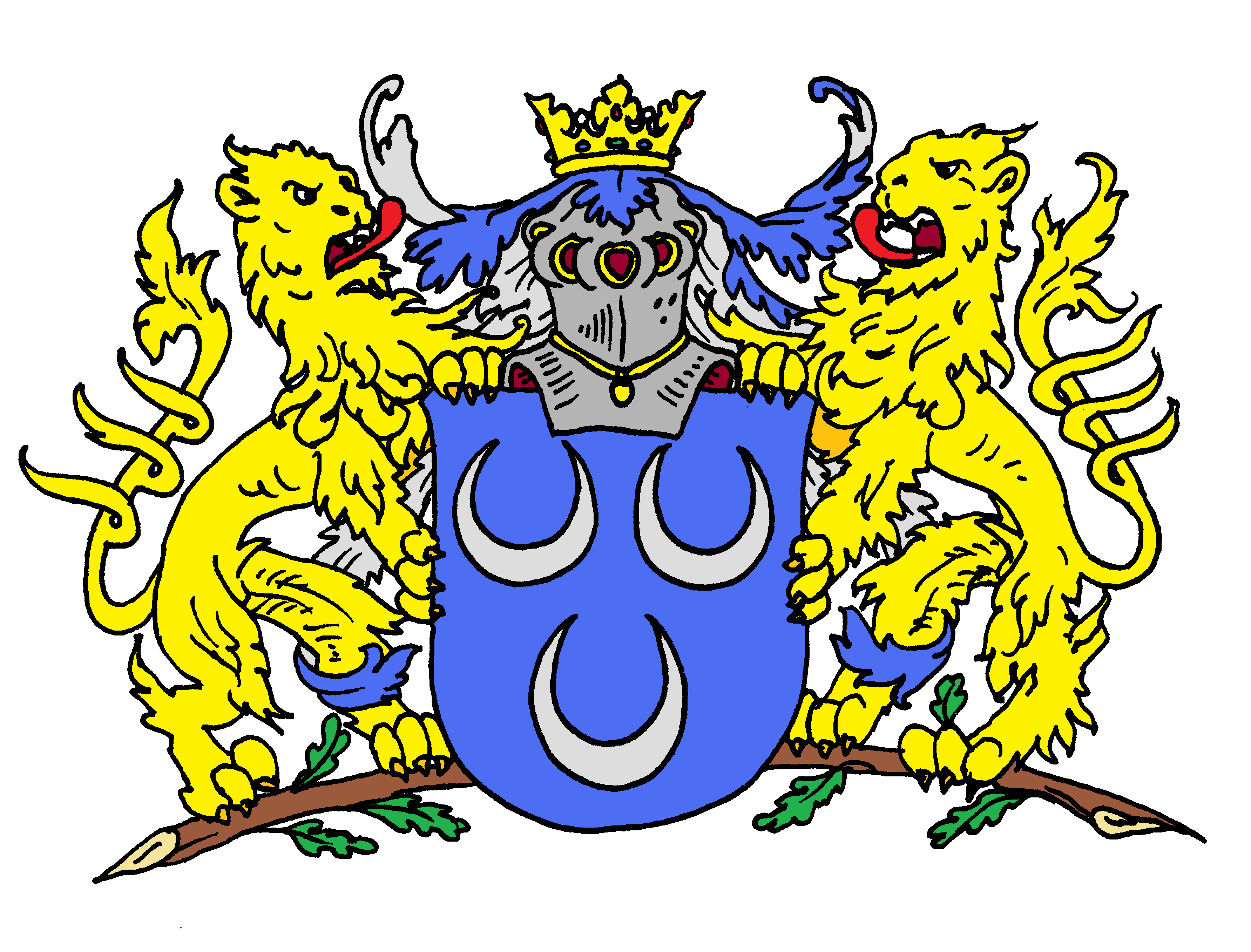
Wappen derer von Monroy

Monroy, eigentlich du Verger de Monroy, auch von Monroy des Stammes du Verger, ist der Name eines ursprünglich französischen, hugenottischen Adelsgeschlechts, das in Kurhannover und Mecklenburg ansässig wurde.

## Geschichte
Das Geschlecht soll seinen Ursprung in Poitou haben. Charles du Verger de Monroy, Seigneur de Paisni, Monroy, Bessé et de Rhé flüchtete nach der Aufhebung des Edikts von Nantes 1685 mit seiner Familie zunächst nach Holland. Von dort kam er mit weiteren Hugenotten aus Poitou nach Celle, wo er am Hof von Fürst Georg Wilhelm eine Anstellung erhielt. Er starb 1718 in Ratzeburg. Sein Sohn Louis Auguste du Verger de Monroy verlor 1743 in der Schlacht bei Dettingen ein Bein und starb noch im selben Jahr als hannoverscher Generallieutenant und Kommandant zu Celle und wurde in der Wallonisch-Niederländischen Kirche in Hanau beigesetzt. Mit dem Neustrelitzer Hausmarschall Ernst von Monroy (1768–1855) kam das Geschlecht nach Mecklenburg.

## Wappen
Das Stammwappen zeigt im blauen Feld drei (2,1) silberne aufwärtsgekehrte Halbmonde. Auf dem Schild ein gekrönter Helm ohne Schmuck mit blausilbernen Decken. Als Schildhalter zwei goldene Löwen.

Wappen derer von Monroy

## Vertreter

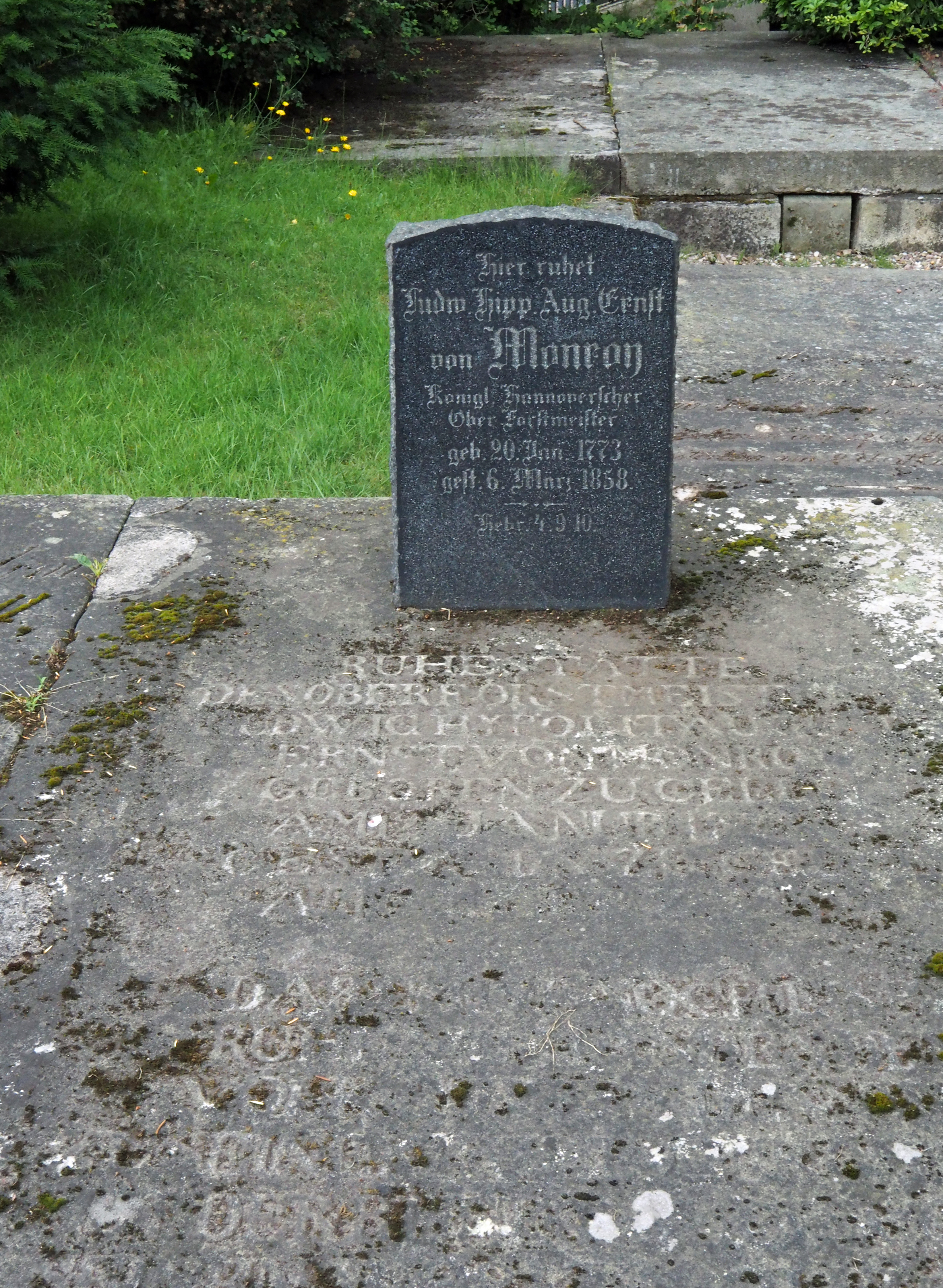
Grab von Louis Hippolyte Aug. Ernst von Monroy auf dem Plattengräberfeld des Neuenhäuser Friedhofes in Celle (Niedersachsen)

- Louis Auguste du Verger de Monroy (1675–1743), hannoverscher Generalleutnant
- Georg von Monroy (1722–1792), hannoverscher Generalmajor, Amtsvogt in Beedenbostel
- Ernst von Monroy (1768–1855), mecklenburg-strelitzischer Hausmarschall[3]
- Louis Hippolyte August Ernst von Monroy (1773–1858), Königlich Hannoverscher Oberforstmeister in Celle[4]
- Karl von Monroy (1808–1894), mecklenburgischer Jurist
- Ernst von Monroy (1839–1895), mecklenburgischer Jurist[5][6]
- Carl von Monroy (1846–1924), mecklenburgischer Oberlandforstmeister
- Karl Axel von Monroy (1880–1915), mecklenburgischer Ministerialassessor[7]
- Johann Albrecht von Monroy (1900–1964), deutscher Forstwirt
- Ernst Friedrich von Monroy (1914–1941), deutscher Kunsthistoriker und Emblemforscher